# Unruly Child
Unruly Child is een in 1991 opgerichte Amerikaanse hardrockband. Enkele van de bandleden zijn de zangeressen Marcie Free en Kelly Hansen, en de gitarist Bruce Gowdy.

## Bezetting
- Mark/Marcie Free[1] (leadzang, 1991-1992, 2010-heden)
- Bruce Gowdy[2] (gitaar, basgitaar, drums, keyboards, zang, 1991-1992, 1998-2003, 2010-heden)
- Larry Antonino[3] (basgitaar, 1991-1992, 2010-heden)
- Jay Schellen[4] (drums, 1991-1992, 1998-2002, 2010-heden)
- Guy Allison[5] (keyboards, basgitaar, drums, percussie, zang, 1991-1992, 1998-2003, 2010-heden)
- Kelly Hansen (leadzang, gitaar, 1998-2002)
- Ricky Phillips (basgitaar, 1998-2002)
- Phillip Bardowell[6] (leadzang, 2002-2003)

## Geschiedenis
In 1991 ontmoette Mark Free de twee muzikanten Bruce Gowdy en Guy Allison en met hen richtte hij Unruly Child op. De bezetting werd gecompleteerd met de toevoeging van bassist Larry Antonino en drummer Jay Schellen. Het gelijknamige debuut Unruly Child, geproduceerd door Beau Hill, werd uitgebracht in 1992. Terwijl het album de melodieuze rock een schok gaf, wees hun label Interscope Records de band af vanwege slechte verkopen en twee weken later viel de band uiteen.
In 1998 herenigd met een nieuwe bezetting en de nieuwe frontman Kelly Hansen (Hurricane), die Mark Free vervangt, bracht Unruly Child in hetzelfde jaar Waiting for the Sun uit. Na het uitbrengen van The Basement Demos (2002), een verzameling bestaande uit een handvol nooit uitgebrachte nummers en de oude demo's van voor hun studiodebuut in 1992, maakte de band naam door Philip Bardowell in te huren voor de zang en om in 2003 het album UC III uit te brengen.
Eind 2010 verscheen het nieuwe album Worlds Collide met medewerking van Mark Free, dat inmiddels Marcie Free werd vanwege de geslachtsverandering.
In 2014, opnieuw met Marcie Free, werd Down the Rabbit Hole uitgebracht. Het uitbrengen van het tweede deel van het album was ook gepland, maar door bureaucratische problemen werd er niets gedaan.
In februari 2017 kwam het laatste studiowerk Can't Go Home uit, wederom met de klassieke bezetting.

## Discografie

### Studioalbums
- 1992: Unruly Child
- 1995: Tormented als Marcie Free
- 1998: Waiting for the Sun
- 2003: Unruly Child III
- 2010: Worlds Collide
- 2014: Down the Rabbit Hole
- 2017: Can't Go Home
- 2019: Big Blue World

### Livealbums
- 2018: Unhinged Live from Milan

### Compilaties
- 2002: The Basement Demos

### Boxsets
- 2017: Reigning Frogs – The Box Set Collection